# 일카 아스파라
일카 아스파라(핀란드어: Ilkka Aspara: 1951년 6월 13일 헬싱키-)는 핀란드의 육군 군인이다. 최종 계급 중장(3성장군).

## 일생
1970년 헬싱키의 전퇼뢰 고등학교를 졸업했다. 1974년 사관학교, 1983년 군대학을 졸업했다. 1997년 9월 1일에서 2000년 3월 31일까지 카야니에 주둔한 카이누 여단 여단장을 역임했다. 2003년에서 2006년까지 서부 국방구사령관을 역임했다.
2008년 1월 1일 육군사령관직이 신설되면서 초대 육군사령관으로 임명되어 2001년 6월 30일까지 그 직을 맡았다.